# Clitelloxenia antenuda
Clitelloxenia antenuda är en tvåvingeart som beskrevs av Ronald Henry Lambert Disney 1997. Clitelloxenia antenuda ingår i släktet Clitelloxenia och familjen puckelflugor.
Artens utbredningsområde är Yunnan (Kina). Inga underarter finns listade i Catalogue of Life.